# Каньшин, Иван Иванович
Иван Иванович Каньшин (15 ноября 1924, Верхний Карачан — 1981) — машинист экскаватора Северного разреза комбината «Хабаровскуголь».

## Биография
Родился 15 ноября 1924 года в селе Верхний Карачан (ныне — Грибановского района Воронежской области). В 1933 году его отец был осуждён и с семьёй выслан на спецпоселение. Жил в селе Михайловское Михайловского района Амурской области.
Здесь в 1942 году окончил 7 классов, затем школу ФЗО в городе Райчихинск (группа помощников машинистов экскаваторов). Работал смазчиком экскаватора на разрезе Райчихинского буроугольного месторождения, затем — помощником машиниста, машинистом экскаватора. Трудился на разрезе «Северный» треста «Райчихуголь».
Работал на экскаваторе «Ковровец», организовал комсомольско-молодёжную бригаду, которая систематически перевыполняла плановые задания. В ноябре 1945 года окончил курсы машинистов электрических экскаваторов. Когда на разрез пришли новые машины, работал на монтаже экскаватора № 8 на Сорокинском разрезе и стал первым его машинистом.
Скоро смена машиниста Каньшина, ежедневно увеличивающая выработку, значительно опередила другие. По его предложению были организованы комплексные сменные бригады, в состав которых входили машинисты и их помощники на экскаваторах, паровозах и бригады рабочих на отвалах. Экскаватор начала обслуживать постоянные паровозная бригада, бригады отвальщиков. Возросла сработанность бригад, прекратились простои экскаватора из-за отсутствия порожняка. Производительность труда в бригаде значительно возросла, за смену вскрывалось 2500—2700 кубометров породы.
В 1947 году Каньшин стал инициатором движения за вскрышу по 100 тысяч кубометров горной породы в месяц, добился наивысших показателей в области. Разработал и применил ряд приёмов, которые позволили добиться таких результатов. Он отказался от ежемесячной пятидневной остановки экскаватора для проведения планового ремонта, а ремонтировал на ходу, в перерывах между сменой составов. Начал применять предварительно рыхление забоя в промежутках между составами, перемещая породу ближе к путям, что позволило сэкон—мить 10—15 минут при погрузке каждого состава. В результате бригада за месяц выдала 105 тысяч кубометров породы, лично Каньшин вскрыл 39 тысяч кубометров. Метод Каньшина нашёл широкое распространение.
Указом Президиума Верховного Совета СССР от 28 августа 1948 года за выдающиеся успехи в деле увеличения добычи угля, восстановления и строительства угольных шахт и внедрение передовых методов работы, обеспечивающих значительный рост производительности труда, Каньшину Ивану Ивановичу присвоено звание Героя Социалистического Труда с вручением ордена Ленина и золотой медали «Серп и Молот».
Продолжал трудиться в карьере, был направлен на курсы горных техников. Без отрыва от производства окончил вечерний индустриальный техникум, а в 1958 году — Московскую высшую школу профсоюзного движения ВЦСПС. В 1977 году вышел на пенсию.
Избирался членом Пленума горкома партии, депутатом Райчихинского горсовета.
Жил в городе Райчихинск. Скончался в 1981 году.
Награждён орденом Ленина, медалями.